# Pripek Point
Der Pripek Point (englisch; bulgarisch нос Припек nos Pripek) ist eine Landspitze im Nordwesten der Welingrad-Halbinsel an der Graham-Küste des Grahamlands auf der Antarktischen Halbinsel. Sie bildet die Westseite der Einfahrt zur Dimitrov Cove und liegt 3,65 km nördlich des Tuorda Peak, 3,55 km östlich bis nördlich des Rossa Point und 6,8 km westsüdwestlich des Biser Point.
Britische Wissenschaftler kartierten sie 1971. Die bulgarische Kommission für Antarktische Geographische Namen benannte sie 2010 nach mehreren Ortschaften in Bulgarien.